# 東高島駅
東高島駅（ひがしたかしまえき）は、神奈川県横浜市神奈川区星野町にある日本貨物鉄道（JR貨物）の貨物駅。東海道本線貨物支線（通称高島線）上にある。現在は、車扱貨物の臨時取扱駅となっており、貨物列車の発着はなくなっている。本項ではかつて当駅の東側に存在しており、当駅に統合されて廃止となった千若信号場（ちわかしんごうじょう）についても扱う。

## 駅概要
鶴見と桜木町を結ぶ貨物線である高島線の中間にある駅で、当駅より鶴見方は複線、桜木町方は単線となっている。さらに桜木町駅より先は高密度運転路線の根岸線へと接続しているため、通常運転停車のできない桜木町駅に代わって一部の貨物列車が当駅で運転停車や上下交換を行う。当駅は2005年（平成17年）度を最後に貨物の発着実績がなく、信号場としてのみ機能している。
かつての瑞穂駅への貨物支線を転用した在日米軍基地「横浜ノース・ドック」専用線が、駅の東側の旧千若信号場（当駅構内扱い）から分岐しており、かつて燃料輸送に使用されていた。その専用線から横浜倉庫の埠頭への路線も分岐しており、同社のウェブページで紹介されているが、これも既に使用されていない。
同じく旧千若信号場からニップン（旧・日本製粉）横浜工場への専用線が存在し、ホキ2200形を使用した小麦の発送が行われていた。なお同工場は、ホッパコンテナを使用して近隣貨物駅へトラックで輸送するかたちで、小麦粉の鉄道輸送を現在でも行っている。
1982年（昭和57年）まで、横浜市中央卸売市場本場内にあった横浜市場駅への貨物支線が分岐していた。またそれとは別に、より駅に近い市場青果棟へ向かう専用線も存在した。1959年（昭和34年）までは、東神奈川駅へ向かう貨物支線も分岐しており、廃線跡の運河にかかる鉄橋が駅近くに残っている。かつては当駅常備の貨車も多く存在した。

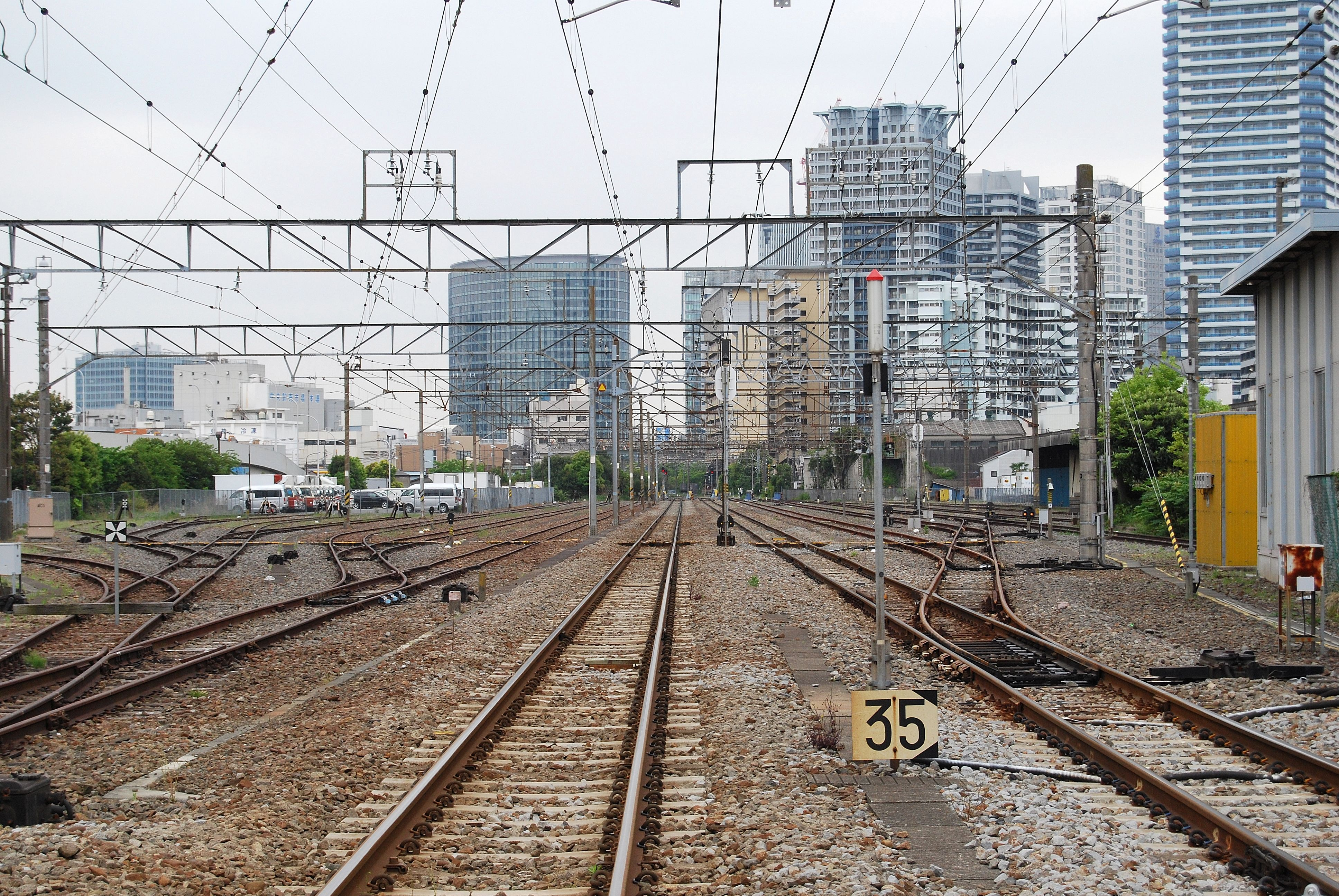
駅構内（2011年5月、踏切から撮影）
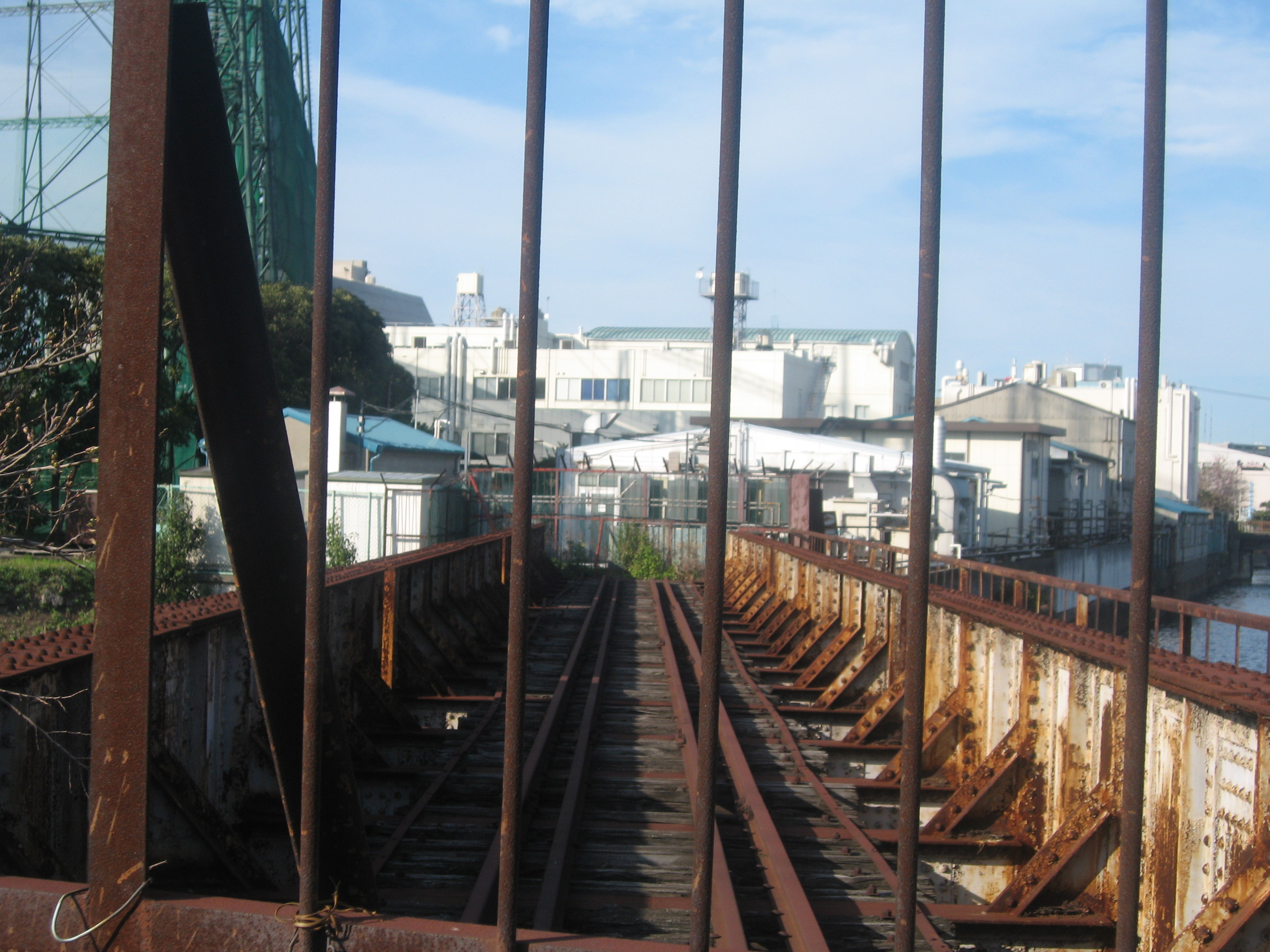
かつて東神奈川から分岐していた線路跡（2007年3月）

## 歴史
千若信号場の歴史を含めて説明する。

当駅付近に最初に線路が敷設されたのは、横浜鉄道（後の国鉄・JR横浜線）が東神奈川駅から貨物線を延長してきたときであった。1910年（明治43年）10月に東神奈川からの線路が延長され、海岸側に設置された海神奈川駅は1911年（明治44年）12月10日に正式開業した。これは横浜鉄道の創業者グループが別に経営していた横浜倉庫の倉庫や岸壁との連絡を狙ったものであった。こんにち、高島線が通過している千若町二丁目の埋立地は、横浜倉庫が埋め立てを行っている。この路線は当初から国鉄が借り受けて営業していたが、1917年（大正6年）10月1日付で正式に国有化された。海神奈川信号扱所のキロ程は、後にメートル法に移行後の値で鶴見から5.2 kmであった。

その後、鶴見と高島を結ぶ複線の貨物線が1917年（大正6年）6月17日に開通した。このときに千若町二丁目において、横浜鉄道の海神奈川への支線との平面交差が発生し、海神奈川信号扱所（うみかながわしんごうあつかいじょ）が開設された。この信号扱所は、正式には海神奈川駅構内扱いであった。後に東高島駅が設置されることになる敷地は、元々神奈川台場として造成されたもので、その上に覆土を行って線路を通した。またこの貨物線が開通したのと同日、東神奈川と高島を結ぶ連絡線も開通した。この連絡線は横浜線の貨物列車を高島へ通すのが目的であった。東神奈川からしばらくの間は海神奈川への支線と並行し、途中でわかれて、後に東高島駅が設置されることになるあたりから高島線の複線に並行して高島まで3線で通じていた。
海神奈川信号扱所では、1923年（大正12年）2月1日から専用線に発着する貨物の取り扱いを開始した。1924年（大正13年）1月1日付で海神奈川駅から独立して千若信号場（ちわかしんごうじょう）となった。
1923年（大正12年）9月1日には関東大震災が発生し、その復興を兼ねて1924年（大正13年）10月1日、東神奈川 - 高島間の貨物支線上の駅として東高島駅が開業した。東高島駅は構内の周囲を運河に囲まれており、水陸連絡貨物を主に扱って高島駅と海神奈川駅を補完することを目的としていた。キロ程は、東神奈川から1.5 km、高島から1.0 kmであった。
1934年（昭和9年）6月15日に高島と山内町（後の横浜市場）を結ぶ2.6 kmの貨物線が開通した。。名目上は高島からの貨物線であったが、実際には千若信号場から分岐して東高島構内まで本線と並行し、そこで南へ曲がって横浜市場駅へ通じる構造であった。また正式開業前に1931年（昭和6年）1月2日から実際の貨物取り扱いを開始していた。
1935年（昭和10年）7月15日には入江と瑞穂を結ぶ2.8 kmの貨物線も開通した。これもやはり実際には千若信号場で分岐していた。この頃、海神奈川駅が高島線よりも南側から北側に移転して平面交差がなくなったものと推定されているが、いつ頃移転されたのかは不明となっている。
1955年（昭和30年）1月17日に、東高島駅はそれまでの東神奈川 - 高島間支線の駅から、高島線上の駅に所属変更された。同日、千若信号場は東高島駅へ統合されて廃止となった。これに伴い、東神奈川からの線は東高島終点となって東高島 - 高島間の1.0 kmが短縮された。また瑞穂への支線も入江駅分岐から東高島駅分岐に変更され、全長が2.8 kmから2.2 kmに変更された。横浜市場への支線も高島駅分岐から東高島駅分岐に変更され、全長が2.6 kmから1.2 kmに変更された。
しかし、占領下の連合軍専用列車以来の歴史があった東横浜駅発着の米軍部隊専用列車の運行終了と横浜線の貨物輸送量減少に伴って東神奈川と東高島を結ぶ貨物線は不要不急化し、1959年（昭和34年）4月1日に廃止となった。この日は海神奈川駅も廃止となっている。さらに在日米軍が占有して使うようになった瑞穂埠頭にあった瑞穂駅へ通じる貨物支線は1958年（昭和33年）5月1日付で国鉄の路線としては廃止となり、以後はアメリカ軍の専用線としての使用が続けられた。

その後、貨物輸送の形態の変化に伴って横浜臨港線関連の貨物輸送は減少していき、1982年（昭和57年）11月15日の国鉄ダイヤ改正で横浜市場への貨物支線も廃止となった。
1987年（昭和62年）4月1日付で、国鉄分割民営化により日本貨物鉄道（JR貨物）の駅となった。隣接する高島駅は1995年（平成7年）2月27日に廃止となり、同時に東高島 - 高島間が単線化された。これにより東高島駅は複線と単線の接続する駅となっている。

### 年表
- 1917年（大正6年）
  - 6月17日：海神奈川信号扱所開設[21]。高島線と、東神奈川駅と海神奈川駅を結ぶ貨物支線の平面交差地点。海神奈川駅構内扱い。東神奈川駅と高島駅を結ぶ連絡線が開通。
  - 10月1日：横浜鉄道が正式に国有化。
- 1923年（大正12年）2月1日：専用線発着貨物の取扱を開始[21]。
- 1924年（大正13年）
  - 1月1日：海神奈川駅から独立、千若信号場となる[21]。
  - 10月1日：東神奈川 - 高島間の貨物支線上の駅として東高島駅開業。
- 1934年（昭和9年）6月15日：高島 - 山内町（後の横浜市場駅）間開通、実質的には千若信号場で分岐。
- 1935年（昭和10年）7月15日：入江 - 瑞穂間開通、実質的には千若信号場で分岐。
- 1955年（昭和30年）1月17日：東高島駅の所属を高島線に変更[22]、千若信号場を統合[21]。瑞穂への支線、横浜市場への支線が当駅分岐扱いになる。東神奈川からの支線が当駅終点となる。
- 1958年（昭和33年）5月1日：瑞穂駅への貨物支線が廃止[23]、在日米軍専用線に転用。営業範囲を小口扱および車扱貨物（ただし、小口扱貨物は同停車場接続駐留軍専用線発着のものに限る。）とする[24]。
- 1959年（昭和34年）4月1日：東神奈川駅への貨物支線が廃止[25]。
- 1970年（昭和45年）
  - 9月15日：高島線電化開業。
  - 10月1日：電気機関車による貨物列車牽引を開始。
- 1982年（昭和57年）11月15日：横浜市場駅への貨物支線が廃止[26]。
- 1987年（昭和62年）4月1日：国鉄分割民営化により、日本貨物鉄道の駅となる[21]。
- 1995年（平成7年）2月27日：当駅と高島駅の間が単線化。

## 利用状況
過去の年間発着トン数は下記の通り。2005年度を最後に、発着実績が無い。
| 年度   | 年間貨物取扱量 | 年間貨物取扱量 |
| 年度   | 発送（トン）   | 到着（トン）   |
| ------ | -------------- | -------------- |
| 1998年 | 38,092         | 600            |
| 1999年 | 28,020         | 300            |
| 2000年 | 872            | 432            |
| 2001年 | 352            | 332            |
| 2002年 | 206            | 120            |
| 2003年 | 132            | 124            |
| 2004年 | 16             | 12             |
| 2005年 | 24             | 24             |
| 2006年 | －             | －             |

## 駅周辺
当駅のすぐ近くには、再開発エリアのコットンハーバー地区がある。また、JR・京急東神奈川駅方面との間に広がる区域（東高島駅北地区）でも再開発が検討されている。
- 横浜市中央卸売市場（本場）
- 神奈川県水再生センター（海神奈川駅跡地）
- 三井倉庫横浜支店千若事業所
- ニップン横浜工場
- 横浜港瑞穂埠頭
  - 横浜ノース・ドック
- 横浜港鈴繁埠頭
  - 横浜倉庫鈴繁埠頭営業所

## その他
週1・2回ほど、駅構内のポイントや施設などの点検・メンテナンスを目的として、鶴見線扇町駅より保線員を添乗させたDE10形ディーゼル機関車による工事列車が発着している。2000年（平成12年）ごろまではレール輸送用長物車も希に連結されていたが、現在は単機に保線員を添乗させて、主にポイントへの注油などの作業を行っている。

当駅を通る東海道本線貨物支線（通称高島線）は東海道貨物線と共に貨客（貨物と旅客）併用化の要望が地元の自治体などによって出されており、一部は運輸政策審議会答申第18号（2000年）で「今後整備について検討すべき路線」に位置づけられている。旅客線化が実現した場合、桜木町から鶴見までの高島線の区間に加えて、その先の品川・東京テレポート（お台場）方面、あるいは東京国際空港（羽田空港）方面と接続するか検討されている。
以前には特撮ヒーロー作品の撮影などで駅構内が使われていたため、作品によってはかつての駅構内の様子が現在でも目にできる。
主な作品
- 七星闘神ガイファード（オープニングソングの映像と第2話あやうし! 剛 および第17話ゾディアック登場! の回想場面に第2話の映像が一部使われている）
- 仮面ライダークウガ　(EPISODE9兄妹、EPISODE10熾烈、同作品には貨物ホームが解体される直前の様子および現在では埋め立てられた船着場が映っている)

など

## 隣の駅
東日本旅客鉄道（JR東日本）
東海道本線貨物支線（高島線）
鶴見駅 - 東高島駅 - 桜木町駅

### 書籍
- 『停車場変遷大事典 国鉄・JR編』（初版）JTB、1998年10月1日。
- 野田正穂・原田勝正・青木栄一・老川慶喜 編『神奈川の鉄道 1872-1996』（第1版）日本経済評論社、1996年9月10日。ISBN 4-8188-0830-X。
- 長谷川弘和『横浜の鉄道物語』（初版）JTBパブリッシング、2004年11月1日。ISBN 4-533-05622-9。
- 河原匡喜『連合軍専用列車の時代』（第2刷）光人社、2000年6月8日。ISBN 4-7698-0954-9。
- 『日本国有鉄道百年史』 6巻、日本国有鉄道、1972年10月1日。
- 『日本国有鉄道百年史』 9巻、日本国有鉄道、1972年3月25日。

### 雑誌記事・論文
- 長谷川弘和「横浜臨港線の軌跡」『レイル』第27号、エリエイ出版部プレス・アイゼンバーン、1990年4月23日、13 - 30頁。
- 山田亮「横浜臨港線の歴史と現状」『鉄道ピクトリアル』第714号、電気車研究会、2002年3月、41 - 49頁。